# Trim (Irland)
 For alternative betydninger, se Trim (flertydig). (Se også artikler, som begynder med Trim)
Trim (irsk: Baile Átha Troim) er en irsk by i County Meath i provinsen Leinster, i den centrale del af Republikken Irland med en befolkning (inkl. opland) på 6.870 indb i 2006 (5.894 i 2002).